# Distoleon romieuxi
Distoleon romieuxi är en insektsart som först beskrevs av Peter Esben-Petersen 1936. 
Distoleon romieuxi ingår i släktet Distoleon och familjen myrlejonsländor. Inga underarter finns listade i Catalogue of Life.